# エルコム
株式会社エルコムは自動券売機・両替機・入退場システム等の販売・開発を行う会社である。本社は東京都大田区。
「芝浦自販機・NECマグナスコミュニケーションズ等のメーカーの正規販売店」と「ソフト・ハードの自社開発設計製造」の両方を1社で内包していることで、単体使用からシステム構築運用まで幅広い商品サービスを提供可能としている。
2021年7月1日付けで、情報通信および企業経営のコンサルティング会社「フォーバル」が全株を取得。フォーバル社の完全子会社となる。

## 沿革
- 1976年：株式会社エルコムシステムサービス設立
- 1994年：社名を「株式会社エルコム」に変更する。
- 2021年7月1日：株式会社フォーバルのグループ傘下に入る。

## 製品・事業
- 券売機・両替機販売
- ICカードチャージ・精算システム
- RF-IDゲート
- タッチパネル式受付端末（現金収納対応）